# Популизъм
Популизмът е термин с латински произход (от populus – народ) – политическа позиция или стил в реториката, адресирани към широки слоеве в обществото. В българския език думата популизъм е заемка от френски: populisme и се свързва с бурните исторически събития от Френската революция. Терминът се използва за политическа насоченост на обществена група или индивид:
- Разнородни обществено-политически течения и движения, насочени към суверена, издигащи идеи за пряко участие на народа в управлението и стимулиращи недоверието в държавните институции.
- Начин за политическо поведение за спечелване на общественото доверие чрез привидна загриженост за нуждите на суверена (създаване на лъжлива представа за бързо и лесно решение на обществените проблеми).

## Политическа философия
Популизмът и в това число и популистическите партии конструират тяхната философия на две нива:
– вертикално
Конструират се две едновременно хомогенни и антагонистични групи – „елитът“ и „народът“. Много важен момент е, че групите са хомогенни и народът има единен глас, единно мнение и единна воля, която тези партии твърдят, че следват. „Елитът“ бива представен като корумпирана и нелоялна група, чиито интереси са несъвместими с тези на „народа“. Имайки предвид тези две предпоставки (елитът като враг на народа и народа като имащ единна воля), най-големите врагове на популизма са елитизмът и плурализмът.
– хоризонтално
След като са разграничили „народа“ от властващата група на „елита“, следва разграничаване от други действащи лица – най-често малцинства, други държави, групи с определени икономически интереси и т.н. Всички те са представяни като застрашаващи конструирания „хомогенен народ“, неговата идентичност и интереси.
Повдигат се въпроси, като: „как народът ще има един глас?“ Кой е „народът“? А 3-то съсловие? Кой е „елитът“?
Когато се появява „народът“ във Франция, елитът /1 и 2-ро съсловие/ е унищожен физически, а неунищоженият елит е лишен от политически права; следователно, остава само „народът“, който сам по себе си е „популистки“ и не съществува противопоставяне или конфликт с „елита“. Тъй като това е тавтология /народ-популизъм/, остава възможността само водачите на „народа“ да бъдат „популисти“, т.е. демагози /в древногръцкия език това означава нар. човек/. Ако има „популистка“ идеология, това е комунизмът, но не и фашизмът, не и национал-социализмът. Може да се приеме същото за земеделските идеи на Ал. Стамболийски – „съсловният“ характер на селските европейски партии преди 20-те години на ХХ в. ги правят „популистки“, в смисъл, че изразяват интересите на „количествено мнозинство“ от населението на дадената страна. Поради това не трябва да се търсят „антисистемни характеристики“ на популизма. Той сам по себе си никога не е пледирал да бъде „системен“, той просто е „демократичен“ начин на комуникация на народния водач с народа му.
Следователно популизмът се дефинира като антиелитарно /на вертикално ниво/ и антиуниверсално /на хоризонтално ниво/ течение. Други теми, адресирани от популистки актьори могат да бъдат твърде разнообразни и да се възползват от всички останали идеологии. Политическата идеология на популизма се изчерпва с тази основна конструкция на разграничаването на „народа“ като единен актьор от всички останали.

## Разговорно
Политици, които се стремят да спечелят благоразположението на масите. В жаргона това е често срещано обвинение на някои партии и отделни политици. Особено в Европа използват за своите политически опоненти изразът като обвинение да критикуват манипулациите и експлоатацията на населението за свои цели. Обвиненията са, че се опитват да спечелят избирателите с празни или нереалистични обещания, лична самоцел за власт, липса на отговорност за политическото бъдеще на страната, липсата на устойчивост на целите на политиката и липсата на решения на сегашните проблеми.
Като популисти определени политици подчертават своята „близост с гражданите“, обвиняват своите опоненти, че са недемократични, работят и за партийните интереси на елита.

## Популизъм, марксизъм, ленинизъм, фашизъм, капитализъм
Марксизмът и последвалият го ленинизъм са антисистемни идеологии и антипод на консерватизма. В този смисъл те се разглеждат като популистки.
Фашизмът и десният екстремизъм също имат редица допирни точки с популизма. Така в политологически дискурс често може да се срещне наименованието „фашизъм light“ за популистическите партии. Въпреки всичко има няколко основни разминавания между двете течения. Докато фашизмът е антисистема на антисистемната иделогия и цели създаването на тоталитарна диктатура, популизмът е против т.нар. политически елит, но не отрича принципно цялата система на управление.
С други думи комунистическите и фашистките партии се разграничават от политическата система, докато популистическите партии се разграничават в рамките на същата.
Същото може да се каже и за партиите при капитализма, при които крупни партии се разграничават от политическата система, но обвиняват други политически групи в ограбване на народа.